# Leucopleura
Leucopleura är ett släkte av fjärilar. Leucopleura ingår i familjen björnspinnare.
Kladogram enligt Catalogue of Life:
| Leucopleura | \| \| Leucopleura ciarana \| \| \| \| \| \| Leucopleura cucadma \| \| \| \| \| \| Leucopleura viridis \| \| \| \| |
|             | \| \| Leucopleura ciarana \| \| \| \| \| \| Leucopleura cucadma \| \| \| \| \| \| Leucopleura viridis \| \| \| \| |
|             | Leucopleura ciarana                                                                                               |
|             | |
|             | Leucopleura cucadma                                                                                               |
|             | |
|             | Leucopleura viridis                                                                                               |
|             | |